# Glengarry Glen Ross
Glengarry Glen Ross (en España, Éxito a cualquier precio; en Hispanoamérica, El precio de la ambición) es una película dramática estadounidense de 1992, dirigida por James Foley y basada en la obra de teatro homónima de David Mamet, quien también escribió el guion.

## Argumento
En una empresa inmobiliaria de la ciudad de Chicago, se lanza un reto muy tentador para todos los empleados: el mejor vendedor será recompensado con un Cadillac, el segundo más eficiente con un juego de cuchillos, y el que menos venda será despedido. Los vendedores reaccionan de distintas formas: empiezan a tenderse trampas y a pensar en la manera de vender o al menos de evitar ser el peor vendedor, incluso en el robo de las fichas de referencias (que contienen información sobre posibles clientes) para conseguir el éxito.

## Reparto
- Al Pacino: Ricky Roma
- Jack Lemmon: Sheldon "Shelley" Levene
- Alec Baldwin: Blake
- Alan Arkin: George Aaronow
- Ed Harris: Dave Moss
- Kevin Spacey: John Williamson
- Jonathan Pryce: James Lingk
- Bruce Altman: Larry Spannel
- Jude Ciccolella: Detective Baylen

## Producción
La obra de David Mamet se presentó por primera vez en 1983 en el National Theatre de Londres. Ganó el premio Pulitzer en 1984. Ese mismo año, la obra tuvo su debut estadounidense en Chicago antes de trasladarse a Broadway. El productor Jerry Tokofsky leyó la obra en un viaje a la ciudad de Nueva York en 1985 por sugerencia del director Irvin Kershner, quien quería convertirla en una película. Tokofsky vio la obra en Broadway y se puso en contacto con Mamet. Stanley R. Zupnik era un productor de películas de clase B con sede en Washington D. C. que buscaba un proyecto más rentable. Tokofsky había coproducido dos películas anteriores de Zupnik. En 1986, Tokofsky le contó a Zupnik sobre la obra de Mamet y Zupnik la vio en Broadway, pero la trama le resultó confusa.
Mamet quería 500 000 dólares por los derechos de la película y otros 500 000 para escribir el guion. Zupnik acordó pagar el millón que pedía Mamet, pensando que podrían llegar a un acuerdo con una compañía de cable para financiar la producción. Debido al tema intransigente y al lenguaje abrasivo, ningún estudio importante quería financiarlo, incluso con estrellas de cine involucradas. El financiamiento provino de compañías de cable y video, una estación de televisión alemana, una cadena de cines australiana, varios bancos y New Line Cinema en el transcurso de cuatro años.
En un principio, Al Pacino quería hacer la obra en Broadway, pero en ese momento estaba haciendo otra producción de Mamet, American Buffalo, en Londres. Expresó interés en aparecer en la adaptación cinematográfica. En 1989, Tokofsky le pidió a Jack Lemmon que actuara en la película. Durante este tiempo, Kershner se retiró para hacer otra película, al igual que Pacino. Alec Baldwin, también en el reparto, iba a interpretar el papel de Roma dejado vacante por Pacino. Según se informó, Baldwin abandonó el proyecto por un desacuerdo en el contrato, aunque la verdadera razón era que Pacino todavía estaba siendo tenido en cuenta para Roma y sería elegido por sobre Baldwin si aceptaba el papel. El representante de James Foley envió a su cliente el guion de Mamet a principios de 1991, pero Foley se mostró reacio a dirigir porque «quería grandes actores, personas con carisma cinematográfico, que le dieran visibilidad, especialmente porque las locaciones eran tan restringidas». Foley le llevó el guion a Pacino, con quien había estado tratando de trabajar en una película durante años.
En marzo de 1991, Tokofsky se puso en contacto con Baldwin y le rogó que reconsiderara la posibilidad de hacer la película. El personaje de Baldwin fue escrito específicamente para el actor, para ser incluido en la versión cinematográfica ya que no era parte de la obra original. Tokofsky recordó: «Alec dijo: 'He leído 25 guiones y nada es tan bueno como esto. Está bien. Si lo logras, lo haré'». Los dos hombres organizaron una lectura informal con Lemmon en Los Ángeles. Posteriormente, los tres hombres organizaron lecturas con varios otros actores, como recordó Lemmon «algunos de los mejores malditos actores que jamás vas a ver entraron y leyeron y estoy hablando de nombres». El abogado de Tokofsky, Jake Bloom, convocó una reunión en la Creative Artists Agency, que representaba a muchos de los actores del proyecto, y pidió su ayuda. CAA mostró poco interés, pero dos de sus clientes, Ed Harris y Kevin Spacey, pronto se unieron al elenco.
Debido al modesto presupuesto de la película, muchos de los actores sufrieron importantes recortes salariales. Por ejemplo, Pacino redujo su sueldo por película de seis millones de dólares a un millón y medio, Lemmon recibió un millón y Baldwin recibió 250 000. Esto no impidió que otros actores, como Bruce Willis, Robert De Niro, Richard Gere y Joe Mantegna expresaran interés en la película. Mantegna había estado en el elenco original de Broadway y ganó un premio Tony en 1985 por su interpretación de Roma.
Una vez que se seleccionó el elenco de la película, se ensayó durante tres semanas. Con un presupuesto de 12,5 millones de dólares, el rodaje comenzó en agosto de 1991 en los Kaufman Astoria Studios en Queens, Nueva York, y en Sheepshead Bay, Brooklyn, durante 39 días. Harris recordó: «Había escenas de cinco y seis páginas que filmamos todas a la vez. Era más como hacer una obra de teatro en momentos en los que tenías la continuidad». Alan Arkin dijo sobre el guion: «Lo que lo hizo desafiante fue el lenguaje y los ritmos, que son enormemente difíciles de absorber». Durante la filmación, algunos actores a los que no les correspondía filmar ciertos días aparecerían de todos modos para ver las actuaciones de los otros actores.
Durante la producción, Tokofsky y Zupnik tuvieron una pelea por el dinero y los créditos de la película. Tokofsky presentó una demanda para despojar a Zupnik del crédito como productor y de la parte de los honorarios del productor. Zupnik afirmó que él personalmente aportó dos millones de dólares del presupuesto de la película y alegó que Tokofsky fue despedido por malversación de fondos.

## Recepción

### Taquilla
Glengarry Glen Ross tuvo su estreno mundial en el Festival de Venecia, donde Jack Lemmon ganó la Copa Volpi al mejor actor. Además, originalmente estaba programada para proyectarse en el Festival de Cine de Montreal, pero se debía exhibir fuera de competencia al ya haber competido en el Festival de Venecia. En cambio, su estreno norteamericano fue en el Festival Internacional de Cine de Toronto. La película tuvo su estreno nacional el 2 de octubre de 1992 en 416 cines, recaudando 2,1 millones de dólares en su primer fin de semana. Finalmente recaudó un total de 10,7 millones en América del Norte, por debajo de su presupuesto de 12,5 millones de dólares.

### Crítica
La película tiene una calificación de 95 % en Rotten Tomatoes basada en 55 reseñas, con una calificación promedio de 8,5 sobre 10. El consenso dice: «Esta adaptación de la obra de David Mamet es tan convincente e ingeniosa como su material original, gracias en gran parte a un guion inteligente y un grupo de actores de primera». En Metacritic, la película tiene una calificación de 80 de 100, sobre la base de 14 reseñas, que indica «críticas favorables en general».
Owen Gleiberman le dio a la película una calificación de «A» en su reseña para Entertainment Weekly, destacando la actuación de Lemmon como «una revelación» y describiendo a su personaje como «el alma de comadreja de Glengarry Glen Ross: Willy Loman convertido en un chiste de una sola línea». En su reseña para el Chicago Sun-Times, Roger Ebert escribió: «El diálogo de Mamet tiene una especie de lógica, una cadencia, que permite a la gente llegar con éxito al final de las frases que no podríamos haber imaginado. Hay una gran energía en eso. Se nota la alegría con la que estos actores se apropian de estas grandes líneas, después de pasar por películas en las que el diálogo plano sólo sirve para avanzar en la historia». En el Chicago Reader, Jonathan Rosenbaum elogió a Foley por su «excelente sensibilidad por los ritmos movidos y embrujados de David Mamet, invectiva machista y todo» y calificó la película como «una excelente entrega en 1992 de la obra teatral del tour de force de Mamet». Dave Kehr del Chicago Tribune escribió que la película era «una pieza bien escrita, bien puesta en escena y bien actuada, aunque hay algo de humedad en su estética, la de la enorme actuación del método, esparcida sobre un mundo frágil y único».